# Bolintin-Deal
Bolintin-Deal is een Roemeense gemeente in het district Giurgiu.
Bolintin-Deal telt 6181 inwoners.